# Диастола (стихосложение)
Диа́стола (др.-греч. ἡ διαστολή «растяжение, расширение, разрежение») — фонетическое явление в античном стихе; удлинение краткого слога metri causa (по требованию метра); то же, что эктазис. Например, в др.-греч. μουσαι может быть удлинён дифтонг αι; в лат. mīles может быть удлинён второй слог (см. mīlēs sagittas et celerem fugam, Hor. Carm. II XIII 17), что даст возможность произнести стопу как не как трохей (—U), но как спондей (— —).
В силлабо-тоническом стихосложении диастолой называют произношение ударного слога как неударного, то есть его атонацию, например:
Час бли́зок; мо́жет бы́ть, увы́,
Меня́ не бу́дет — бу́дьте вы́.
(Пушкин В. Л., Экспромт на прощание с друзьями…)
Противоположность диастоле — систола: сжатие долгого слога в позиции короткого.